# Nova vas pri Konjicah
Nova vas pri Konjicah je naselje v Občini Slovenske Konjice.